# Laurine van Riessen
Laurine van Riessen (n. 10 august 1987, Leiden, Olanda de Sud, Țările de Jos) este o sportivă ce a reprezentat Țările de Jos, medaliată olimpică. A participat la 3 ediții ale Jocurilor Olimpice (2010, 2014, 2016) în care a câștigat o medalie de bronz.